# Lillvarden
Lillvarden, cirka 740 meter över havet, är en så kallad vard i naturreservatet Tandövala i Malung-Sälens kommun. Lillvarden är utsatt på Terrängkartan Sälen 14D SV.